# Evans, Georgia
Evans är en ort (CDP) i Columbia County, i delstaten Georgia, USA. Enligt United States Census Bureau har orten en folkmängd på 29 011 invånare (2010) och en landarea på 65,4 km². Medan Appling fortfarande är de jure countyhuvudort, har det mesta av countyts förvaltning flyttats till Evans redan på 1980-talet. Även domstolen fungerar i första hand sedan 2001 i ett nybygge i Evans och samlas enbart undantagsvis i den gamla domstolsbyggnaden i Appling.

## Kända personer från Evans
- Reese Hoffa, friidrottare